# Route nationale 33 (France)
 (février 2023).
Si vous disposez d'ouvrages ou d'articles de référence ou si vous connaissez des sites web de qualité traitant du thème abordé ici, merci de compléter l'article en donnant les références utiles à sa vérifiabilité et en les liant à la section « Notes et références ».
Pour les articles homonymes, voir Route nationale 33.

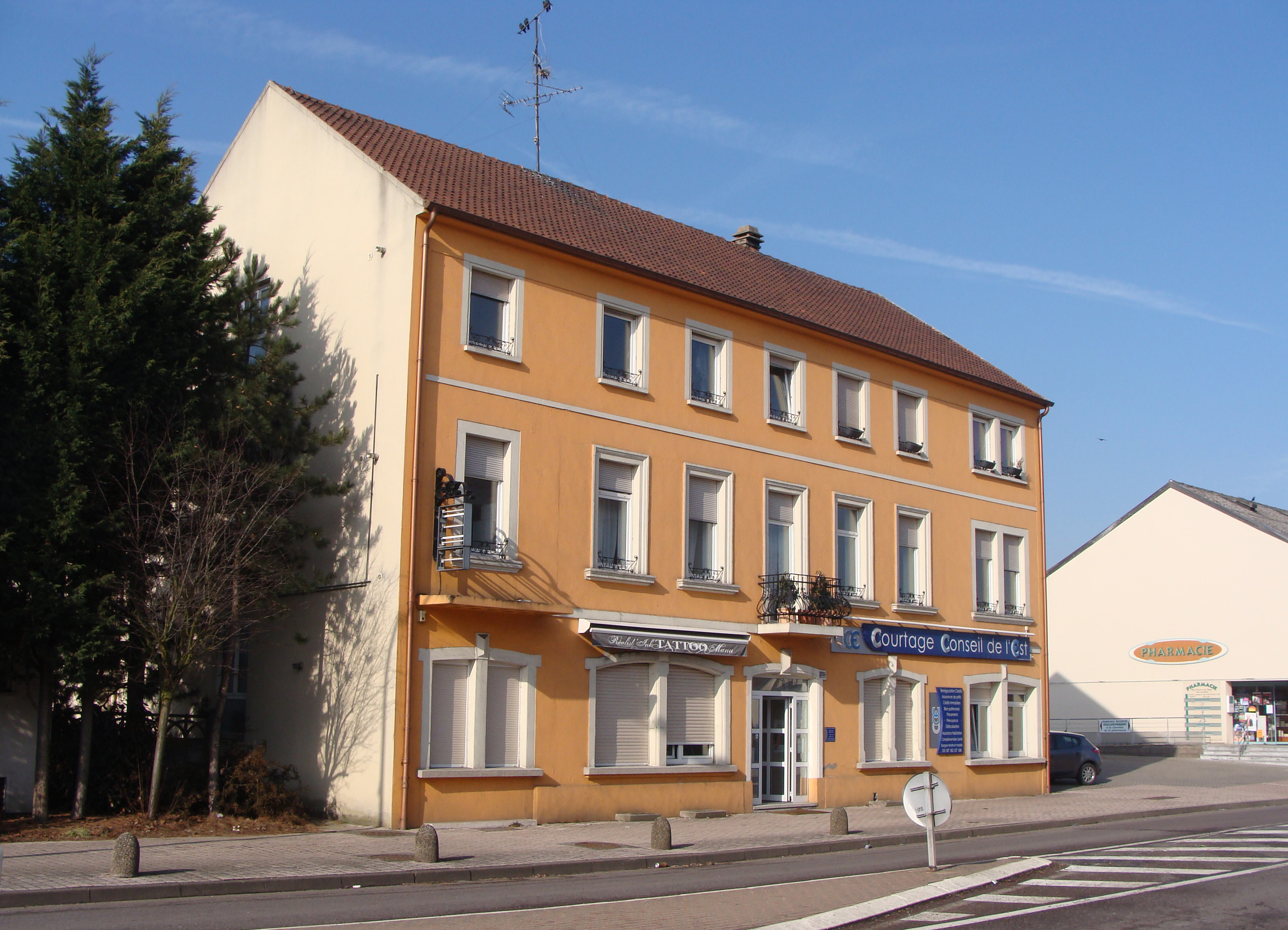
la national 33 passe par Carling

La route nationale 33, ou RN 33, est une route nationale française reliant Saint-Avold à Creutzwald et Sarrelouis.
Auparavant, cette route était un embranchement de la RN 3 nommé RN 3A. En effet, autrefois [Quand ?], la route nationale 33 reliait La Ferté-sous-Jouarre à Châlons-sur-Marne (aujourd'hui Châlons-en-Champagne) par une route aujourd'hui déclassée en D 407 en Seine-et-Marne et en D 933 dans l'Aisne et la Marne.
La loi no 2022-217 du 21 février 2022, article 38, prévoit le transfert des routes nationales aux collectivités territoriales volontaires. La nationale 33 pourrait ainsi être transférée en intégralité au département de la Moselle au 1er janvier 2024.

## Aujourd'hui: de Saint-Avold à Sarrelouis
Les communes traversées sont :
- Saint-Avold ;
- Carling ;
- Creutzwald.

D'importants projets concernent cette route :
- déviation de Creutzwald : cette déviation entre dans le cadre d'une nouvelle liaison extra-urbaine entre Saint-Avold et Sarrelouis. Le tronçon jusqu'à la frontière franco-allemande a été mis en service en décembre 2009. L'ancien tracé traversant Creutzwald (RN 2033) a été déclassé en 2011.
- déviation de Saint-Avold entre le cimetière militaire américain au nord et le rond-point de Dourd'hal sur la RD 603 (ex-RN 3) : en 2016, les travaux n'ont toujours pas commencé.

## Autrefois: de La Ferté-sous-Jouarre à Châlons-sur-Marne (D 407, D 933)
Les communes traversées étaient :
- La Ferté-sous-Jouarre (km 0)
- Viels-Maisons (km 21)
- Montmirail (km 33)
- Vauchamps (km 39)
- Fromentières (km 45)
- Champaubert (km 51)
- Étoges (km 57)
- Bergères-lès-Vertus (km 68)
- Chaintrix, commune de Chaintrix-Bierges (km 76)
- Thibie (km 85)
- Châlons-en-Champagne (km 94)